# Aha Shake Heartbreak
Aha Shake Heartbreak — второй студийный альбом американской рок-группы Kings of Leon, выпущенный в ноябре 2004 года в Великобритании и в феврале 2005 в США. Это единственный альбом группы, помеченный стикером Parental Advisory. Название альбома взято из третьего трека «Taper Jean Girl».

## Запись и релиз
Как и предыдущий альбом, Aha Shake Heartbreak был записан с продюсером Этаном Джонсом в его лосанджелесской студии Three Crows на старом микшерном пульте Битлз из студии Эбби Роуд. Автор песен и продюсер Анджело Петраглиа указан в качестве автора для двух песен («Pistol Of Fire» и «Soft») в отличие от первых записей группы, в которых он указан в качестве соавтора всех песен.
«The Bucket», «Four Kicks» and «King of the Rodeo» вышли синглами в Великобритании.
На обложке первоначальной версии альбома изображена орхидея на белом фоне. У второй версии была чёрная обложка с орхидеей другого вида, также она включала бонус-трек «Where Nobody Knows». На обеих обложках расположение цветка намекает на сексуальную позицию. Также на второй чёрной обложке под белым пластиком спрятана фотография участников в детстве.

## Отзывы критиков
Альбом был встречен в целом благожелательными отзывами с оценкой в 74 балла от Metacritic.
Взрыв популярности группы в Австралии пришёлся на две недели, начинавшиеся 22 и 29 сентября 2008, когда все четыре студийных альбома группы оказались в первой полусотне, при этом «Aha Shake Heartbreak» достиг наивысшей позиции, поднявшись на 25-е место и получив платиновый статус. Он получил статус дважды платинового в Австралии 12 января 2009. Продажи альбома составили более 910 тысяч экземпляров по всему миру, а в списке 100 лучших альбомов десятилетия по версии журнала Rolling Stone он занял 39-е место.

## Список композиций
Слова и музыка всех песен — Калеб Фоллоуилл, Натан Фоллоуилл, Джаред Фоллоуилл, Мэтью Фоллоуилл, если не указано иначе.
| №   | Название                           | Автор(ы)                                            | Длительность |
| --- | ---------------------------------- | --------------------------------------------------- | ------------ |
| 1.  | «Slow Night, So Long»              |                                                     | 3:54         |
| 2.  | «King of the Rodeo»                |                                                     | 2:25         |
| 3.  | «Taper Jean Girl»                  |                                                     | 3:05         |
| 4.  | «Pistol of Fire»                   | Калеб Фоллоуилл, Натан Фоллоуилл, Анджело Петраглиа | 2:20         |
| 5.  | «Milk»                             |                                                     | 4:00         |
| 6.  | «The Bucket»                       |                                                     | 2:55         |
| 7.  | «Soft»                             | Калеб Фоллоуилл, Натан Фоллоуилл, Анджело Петраглиа | 2:59         |
| 8.  | «Razz»                             |                                                     | 2:15         |
| 9.  | «Day Old Blues»                    |                                                     | 3:33         |
| 10. | «Four Kicks»                       |                                                     | 2:09         |
| 11. | «Velvet Snow»                      |                                                     | 2:11         |
| 12. | «Rememo»                           |                                                     | 3:23         |
| 13. | «Where Nobody Knows (Bonus Track)» |                                                     | 2:24         |

## Участники записи
- Калеб Фоллоуилл — вокал
- Мэтью Фоллоуилл (англ. Matthew Followill) — соло-гитара
- Джаред Фоллоуилл — бас-гитара
- Натан Фоллоуилл (англ. Nathan Followill) — барабаны
- Этан Джонс — фортепиано на «Slow Night, So Long», клавишные на «Milk»

## Чарты и сертификация
| Год  | Страна         | Позиция |
| ---- | -------------- | ------- |
| 2004 | Австралия      | 31      |
| 2004 | Ирландия       | 3       |
| 2004 | Великобритания | 3       |
| 2004 | США            | 25      |
| 2008 | Австралия      | 25      |
| 2009 | Австралия      | 27      |

| Страна         | Организация | Сертификация  |
| -------------- | ----------- | ------------- |
| Австралия      | ARIA        | 3× платиновый |
| Ирландия       | IRMA        | 2× платиновый |
| Великобритания | BPI         | серебряный    |